# 潛水鐘與蝴蝶 (電影)
《潛水鐘與蝴蝶》（法語：Le Scaphandre et le Papillon），2007年法國電影，由朱利安·許納貝執導。改編自尚-多明尼克·鮑比的同名回憶錄，由馬修·亞瑪希詮釋主人翁尚-多明尼克·鮑比，其他演員包括艾曼紐·瑟妮、瑪麗-喬絲·克羅傑與麥斯·馮·西度。
導演朱利安·許納貝獲得2007年坎城影展最佳導演獎，隨後影片橫掃多項影評人協會，另外榮獲第65屆金球獎最佳外語片獎與第80屆奧斯卡金像獎4項大獎提名。

## 劇情
影片先以尚-多明尼克·鮑比的視角開起，敘述正值42歲壯年的鮑比突然全身中風陷入昏迷，在3個禮拜後甦醒，不過被診斷出得到閉鎖症候群 (Locked-in Syndrome)，全身癱瘓僅僅剩下左眼可以活動。不過鮑比的意識清楚，在語言治療師所研發的語言表達系統下，鮑比藉由眨眼的動作透露要表達的意思。由於鮑比在病發前為時尚雜誌《ELLE》的總編輯，他曾與出版社協議要出一本書，鮑比便因此透過眨眼的動作寫下一生的回憶錄。
劇情接著以鮑比的現況以及回憶交錯，描述著鮑比以往的風流韻事，與妻兒的互動，與父親的情深、與醫院治療師的互動情誼。
片尾鮑比完成了他的回憶錄，由妻子口述外界的反應評價。出版後第十天，鮑比與世長辭。

## 風格
《潛水鐘與蝴蝶》由朱利安·許納貝執導，亞努斯·卡明斯基攝影。影片以第一人稱視角構成，主要透過主角尚-多明尼克·鮑比的左眼呈現於鏡頭，因此會有眨眼以及視線模糊的效果存在，同時鮑比內心也會講話，但是外人聽不到。另外影片也會偶而呈現鮑比內心的渴望與幻想，高山、海灘、女人等，也因為這種呈現的方式，會使的觀眾與鮑比擁有同樣的感受。

## 角色
| 演員                           | 角色                                  | 簡介 |
| ------------------------------ | ------------------------------------- | --- |
| 馬修·亞瑪希 Mathieu Amalric    | 尚-多明尼克·鮑比 Jean-Dominique Bauby | 法國時尚雜誌《ELLE》總編輯，正值壯年卻罹患閉鎖症候群。以眨眼的方式寫下回憶錄《潛水鐘與蝴蝶》，出版後第十天，與世長辭。 |
| 艾曼紐·瑟妮 Emmanuelle Seigner | 席琳·狄斯莫林                         | 鮑比的前妻，與鮑比育有一子兩女，深愛著鮑比，卻為著鮑比的風流個性傷心，在鮑比病倒時依然照顧著他。                       |
| 瑪麗-喬絲·克羅傑               | 漢席特·杜蘭 Henriette Durand          | 語言治療師，幫助鮑比寫下回憶錄，與鮑比有相當多的互動。                                                                 |
| 麥斯·馮·西度 Max von Sydow     | 帕皮諾 Papinou                        | 鮑比的父親，高齡92歲，深愛著鮑比。                                                                                     |

## 製作
本片導演朱利安·許納貝受到了製片公司要求製作成英語電影的壓力，不過許納貝認為這部電影與英語表示效果並不好，因此學了法語而執導影片。
最初主角鮑比的角色屬意由強尼·戴普飾演，不過剛好與戴普的《神鬼奇航3：世界的盡頭》檔期衝突，因而取消。

## 評價
《潛水鐘與蝴蝶》佳評如潮，在影評權威網站爛番茄根據102篇的回覆獲得94%的新鮮度，另一網站Metacritic也有92分的高分，IMDb則有8.3的高分。
《潛水鐘與蝴蝶》獲得影評人高度盛讚，其中以導演朱利安·許納貝的執導功力和男主角馬修·亞瑪希的演技獲得讚賞。
- 「今年最感人肺腑的影片！」－羅·盧曼尼克 (Lou Lumenick，《紐約郵報》[5])
- 「展現出美麗無畏的自由心靈。」－喬·摩根史騰 (Joe Morganstern，《華爾街日報》[6])
- 「即使五官癱瘓，但是自由的心靈卻可創造更大的奇蹟。」－羅傑·艾伯特 (Roger Ebert，《芝加哥太陽報》[7])

### 十大影片
《潛水鐘與蝴蝶》一片獲得多家媒體評選為2007年最佳十大影片之一。
- 冠軍－安·霍乃戴 (Ann Hornaday，《華盛頓郵報》)
- 冠軍－喬·摩根史騰 (Joe Morganstern，《華爾街日報》)
- 冠軍－凱文·庫斯特 (Kevin Crust，《洛杉磯時報》)
- 冠軍－凱爾·史密斯 (Kyle Smith，《紐約郵報》)
- 亞軍－甘迺迪·杜倫 (Kennedy Turan，《洛杉磯時報》)
- 亞軍－羅·盧曼尼克 (Lou Lumenick，《紐約郵報》)
- 亞軍－彼得·瑞納 (Peter Rainer，《基督教科學箴言報》)
- 季軍－戴納·史帝文斯 (Dana Stevens，《石板雜誌》)
- 季軍－戴森·湯瑪士 (Desson Thomas，《華盛頓郵報》)
- 季軍－利安·萊西、瑞克·葛隆 (Liam Lacey and Rick Groen，《環球郵報》)
- 季軍－史黛芬妮·夏克瑞可 (Stephanie Zacharek，Salon.com)
- 季軍－史蒂芬·霍登 (Stephen Holden，《紐約時報》)
- 季軍－史蒂芬·立亞 (Steven Rea，《費城詢問報》)
- 第五名－泰·布爾 (Ty Burr，《波士頓全球報》)
- 第六名－葛倫·肯尼 (Glenn Kenny，《首映雜誌》)
- 第六名－詹姆斯·伯洛戴利 (James Berardinelli，ReelViews)
- 第七名－大衛·安森 (David Ansen，《新聞周刊》
- 第七名－利恩·羅德里奎茲 (Rene Rodriguez，《邁阿密先驅報》)
- 第七名－A·O·史考特 (A.O. Scott，《紐約時報》)

## 獎項
| 獎項   |                              |                                                        |      |
| 年度   | 獎項                         | 獎項類別/得獎人                                        | 結果 |
| 2007年 | 美國電影協會影展             | 觀眾票選最佳影片                                       | 獲獎 |
| 2008年 | 奧斯卡金像獎                 | 最佳攝影－亞努斯·卡明斯基                              | 提名 |
| 2008年 | 奧斯卡金像獎                 | 最佳導演－朱利安·許納貝                                | 提名 |
| 2008年 | 奧斯卡金像獎                 | 最佳剪輯－茱麗葉·薇爾芬                                | 提名 |
| 2008年 | 奧斯卡金像獎                 | 最佳改編劇本－朗諾·哈伍德                              | 提名 |
| 2008年 | 美國電影攝影師協會獎         | 最佳攝影－亞努斯·卡明斯基                              | 提名 |
| 2008年 | 美術指導工會獎               | 最佳當代電影美術指導－蜜雪·艾瑞克、勞倫·歐特           | 提名 |
| 2008年 | 英國影藝學院獎               | 最佳改編劇本－朗諾·哈伍德                              | 獲獎 |
| 2008年 | 英國影藝學院獎               | 最佳外語片－朱利安·許納貝、凱斯琳·甘迺迪、強·奇里克    | 提名 |
| 2007年 | 波士頓影評人協會獎           | 最佳攝影－亞努斯·卡明斯基                              | 獲獎 |
| 2007年 | 波士頓影評人協會獎           | 最佳導演－朱利安·許納貝                                | 獲獎 |
| 2007年 | 波士頓影評人協會獎           | 最佳外語片                                             | 獲獎 |
| 2008年 | 廣播影評人協會獎             | 最佳外語片                                             | 獲獎 |
| 2008年 | 廣播影評人協會獎             | 最佳導演－朱利安·許納貝                                | 提名 |
| 2008年 | 廣播影評人協會獎             | 最佳影片                                               | 提名 |
| 2007年 | 波蘭洛茲電影攝影藝術國際影展 | 金蛙獎                                                 | 獲獎 |
| 2007年 | 坎城影展                     | 最佳導演－朱利安·許納貝                                | 獲獎 |
| 2007年 | 坎城影展                     | 技術大獎－亞努斯·卡明斯基                              | 獲獎 |
| 2007年 | 坎城影展                     | 金棕櫚獎                                               | 提名 |
| 2007年 | 芝加哥影評人協會獎           | 最佳攝影－亞努斯·卡明斯基                              | 提名 |
| 2007年 | 芝加哥影評人協會獎           | 最佳外語片                                             | 提名 |
| 2008年 | 服裝設計工會獎               | 最佳當代電影服裝設計                                   | 提名 |
| 2008年 | 凱撒電影獎                   | 最佳男主角－馬修·亞瑪希                                | 獲獎 |
| 2008年 | 凱撒電影獎                   | 最佳剪輯－茱麗葉·薇爾芬                                | 獲獎 |
| 2008年 | 凱撒電影獎                   | 最佳導演－朱利安·許納貝                                | 提名 |
| 2008年 | 凱撒電影獎                   | 最佳攝影－亞努斯·卡明斯基                              | 提名 |
| 2008年 | 凱撒電影獎                   | 最佳影片－朱利安·許納貝、徐霍姆·希杜                   | 提名 |
| 2008年 | 凱撒電影獎                   | 最佳混音－尚-保羅·穆果、法蘭西·瓦格尼、多明尼克·蓋柏洛 | 提名 |
| 2008年 | 凱撒電影獎                   | 最佳改編劇本－朗諾·哈伍德                              | 提名 |
| 2007年 | 達拉斯華茲堡影評人協會獎     | 最佳外語片                                             | 獲獎 |
| 2008年 | 美國導演公會獎               | 最佳導演－朱利安·許納貝                                | 提名 |
| 2007年 | 佛羅里達影評人協會獎         | 最佳外語片                                             | 獲獎 |
| 2008年 | 金球獎                       | 最佳外語片                                             | 獲獎 |
| 2008年 | 金球獎                       | 最佳導演－朱利安·許納貝                                | 獲獎 |
| 2008年 | 金球獎                       | 最佳劇本－朗諾·哈伍德                                  | 提名 |
| 2007年 | 漢普敦國際影展               | 科學科技大獎－朱利安·許納貝                            | 獲獎 |
| 2008年 | 獨立精神獎                   | 最佳導演－朱利安·許納貝                                | 獲獎 |
| 2008年 | 獨立精神獎                   | 最佳攝影－亞努斯·卡明斯基                              | 獲獎 |
| 2008年 | 獨立精神獎                   | 最佳影片－凱斯琳·甘迺迪、強·奇里克                     | 提名 |
| 2008年 | 獨立精神獎                   | 最佳劇本－朗諾·哈伍德                                  | 提名 |
| 2008年 | 堪薩斯市影評人協會獎         | 最佳外語片                                             | 獲獎 |
| 2007年 | 拉斯維加斯影評人協會獎       | 最佳外語片                                             | 獲獎 |
| 2008年 | 倫敦影評人協會獎             | 年度外語片                                             | 提名 |
| 2008年 | 倫敦影評人協會獎             | 年度編劇－朗諾·哈伍德                                  | 提名 |
| 2007年 | 洛杉磯影評人協會獎           | 最佳攝影                                               | 獲獎 |
| 2007年 | 洛杉磯影評人協會獎           | 最佳影片                                               | 亞軍 |
| 2007年 | 洛杉磯影評人協會獎           | 最佳導演－朱利安·許納貝                                | 亞軍 |
| 2007年 | 洛杉磯影評人協會獎           | 最佳外語片                                             | 亞軍 |
| 2008年 | 金帶獎                       | 最佳外語片音效剪輯                                     | 提名 |
| 2007年 | 國家評論獎                   | 最佳外語片                                             | 獲獎 |
| 2008年 | 線上影評人協會獎             | 最佳外語片                                             | 獲獎 |
| 2008年 | 線上影評人協會獎             | 最佳導演－朱利安·許納貝                                | 提名 |
| 2008年 | 線上影評人協會獎             | 最佳攝影－亞努斯·卡明斯基                              | 提名 |
| 2008年 | 線上影評人協會獎             | 最佳改編劇本－朗諾·哈伍德                              | 提名 |
| 2008年 | 美國製作人工會獎             | 最佳戲院電影                                           | 提名 |
| 2007年 | 鳳凰城影評人協會獎           | 最佳外語片                                             | 獲獎 |
| 2007年 | 聖地牙哥影評人協會獎         | 最佳外語片                                             | 獲獎 |
| 2007年 | 舊金山影評人協會獎           | 最佳外語片                                             | 獲獎 |
| 2007年 | 金衛星獎                     | 最佳攝影－亞努斯·卡明斯基                              | 獲獎 |
| 2007年 | 金衛星獎                     | 電影導演獎－朱利安·許納貝                              | 提名 |
| 2007年 | 東南影評人協會獎             | 最佳外語片                                             | 獲獎 |
| 2007年 | 華盛頓特區影評人協會獎       | 最佳外語片                                             | 獲獎 |
| 2008年 | 美國編劇工會                 | 最佳電影改編劇本－朗諾·哈伍德                          | 提名 |
| 2007年 | 紐約線上影評人協會獎         | 最佳影片                                               | 獲獎 |
| 2007年 | 多倫多影評人協會獎           | 最佳外語片                                             | 亞軍 |

## 外部連結
- 開眼電影網上《潛水鐘與蝴蝶》的資料（繁體中文）
- 豆瓣电影上《潜水钟与蝴蝶》的資料 （简体中文）
- 时光网上《潜水钟与蝴蝶》的資料（简体中文）
- AllMovie上《潛水鐘與蝴蝶》的资料（英文）
- 爛番茄上《潛水鐘與蝴蝶》的資料（英文）
- Box Office Mojo上《潛水鐘與蝴蝶》的資料（英文）
- TCM电影资料库上《潛水鐘與蝴蝶》的资料（英文）
- Metacritic上《潛水鐘與蝴蝶》的資料（英文）
- 互联网电影数据库（IMDb）上《潛水鐘與蝴蝶》的资料（英文）

| 獎項                        | 獎項                      | 獎項          |
| --------------------------- | ------------------------- | ------------- |
| 上一届： 《來自硫磺島的信》 | 金球獎最佳外語片獎 2008年 | 下一届： 現任 |